# Platygaster parvula
Platygaster parvula är en stekelart som beskrevs av Zetterstedt 1840. Platygaster parvula ingår i släktet Platygaster och familjen gallmyggesteklar. Arten är reproducerande i Sverige. Inga underarter finns listade i Catalogue of Life.